# Serre Chevalier
Serre Chevalier är en bergstopp och ett vintersportområde i Frankrike. Det ligger i den franska regionen Provence-Alpes-Côte d'Azur i departementet Hautes-Alpes och består av orterna Briançon, Chantemerle, Villeneuve och Le Monêtier les Bains som ligger i dalgången till floden Guisane. Även alpområdet på sydvästsidan om dalen ingår i området.
Serre Chevalier är känt för att ha drygt 300 soldagar om året. Briançon, Unesco världsarv, räknas som en av de högst belägna städerna i Europa. Serre Chevalier är en mycket känd plats för Freeride.

## Liftsystemet
- Femte största skidområdet i Frankrike
- Höjd över havet: cirka 1200 meter
- Högsta åkhöjd: cirka 2800 meter
- Pistlängd: cirka 250 km
- Antal pister: 100
  - 23 gröna pister
  - 29 blå pister
  - 35 röda pister
  - 13 svarta pister
- Antal liftar: 61 (1 kabinbanor, 20 stolliftar, 5 gondolliftar, 35 släpliftar varav 7 barnliftar)
- Liftkapacitet: cirka 77 000/h
- Antal snökanoner: 560 st (145 ha, 80 km pistlängd)
- Längdåkning: 35 km

## Sommartid
Bike park med 10 DH-spår, 193 km cross-country pister. Rafting, klättring, vandring, bad, bergsbestigning, cykel och många aktiviteter. Fyra liftar är öppna under sommartid.